# دبی حجمی
آهنگ شارش حجمی، نرخ شارش حجم‌سنجی، بِدِه حجمی یا دبی حجمی (به انگلیسی: Volumetric flow rate) در فیزیک و علوم مهندسی برای توصیف میزان جریان عبوری از یک مقطع خاص در واحد زمان به کار می‌رود. این کمیت با نماد {\displaystyle Q} نشان داده می‌شود و متناسب با دستگاه آحاد انتخابی، واحد آن تعیین می‌شود. در سیستم SI معمولاً با واحد متر مکعب بر ثانیه m3 s-1 بیان می‌شود.

## تعریف
رابطه اساسی برای محاسبه دبی حجمی به صورت زیر است
{\displaystyle Q={\frac {\Delta V}{\Delta t}}}
که در این رابطه:
- Q = نرخ جریان حجمی،
- ΔV = حجم عبوری از جریان در یک زمان خاص از یک سطح مقطع،
- Δt = t زمان عبور جریان از مقطع.